# Heterographa püngeleri
Heterographa püngeleri là một loài bướm đêm trong họ Noctuidae.